# Warren Christopher
Pour les articles homonymes, voir Christopher (homonymie).
Warren Minor Christopher, né le 27 octobre 1925 à Scranton (Dakota du Nord) et mort le 18 mars 2011 à Los Angeles (Californie), est un diplomate et homme politique américain. Membre du  Parti démocrate, il est secrétaire d'État entre 1993 et 1997 dans l'administration du président Bill Clinton.

## Biographie
Il étudie à l'université du Sud de la Californie (USC) puis étudie le droit à l'université Stanford.
Il est procureur général adjoint des États-Unis (United States Deputy Attorney General) de 1967 à 1969, secondant Ramsey Clark à la tête du département de la Justice sous la présidence de Lyndon Baines Johnson.
De janvier 1977 à janvier 1981, sous la présidence démocrate de Jimmy Carter, il est secrétaire d'État adjoint (aux ordres des secrétaires d'État Cyrus Vance et Edmund Muskie).
Durant cette période, il a en particulier négocié la libération de cinquante-deux otages américains en Iran.
En janvier 1981, le président Jimmy Carter lui remet la médaille présidentielle de la Liberté, la plus haute distinction civile aux États-Unis.
Il est devenu le 63e secrétaire d'État (ministre des Affaires étrangères des États-Unis), de janvier 1993 à janvier 1997, dans l'administration du président démocrate Bill Clinton.
Lors de l'élection présidentielle de 2000, il est envoyé en Floride et chargé de superviser le recompte des voix pour le camp démocrate et le candidat Al Gore.
Warren Christopher était marié à Marie Wyllis (1932-2017). Il est le père de quatre enfants : Lynn, Scott, Thomas, et Kristen.
Il meurt le 18 mars 2011 à 85 ans.

## Ouvrages
- American Hostages in Iran (1986) ;
- In the Stream of History: Shaping Foreign Policy for a New Era (1998) ;
- Chances of a Lifetime (2001).